# Meritxell (Canillo)
Meritxell és un nucli de població oficial o veïnat de la parròquia de Canillo, al Principat d'Andorra. Al poble es troba el santuari nacional dels andorrans, el Santuari de Meritxell. L'any 2009 tenia 66 habitants.

## Geografia

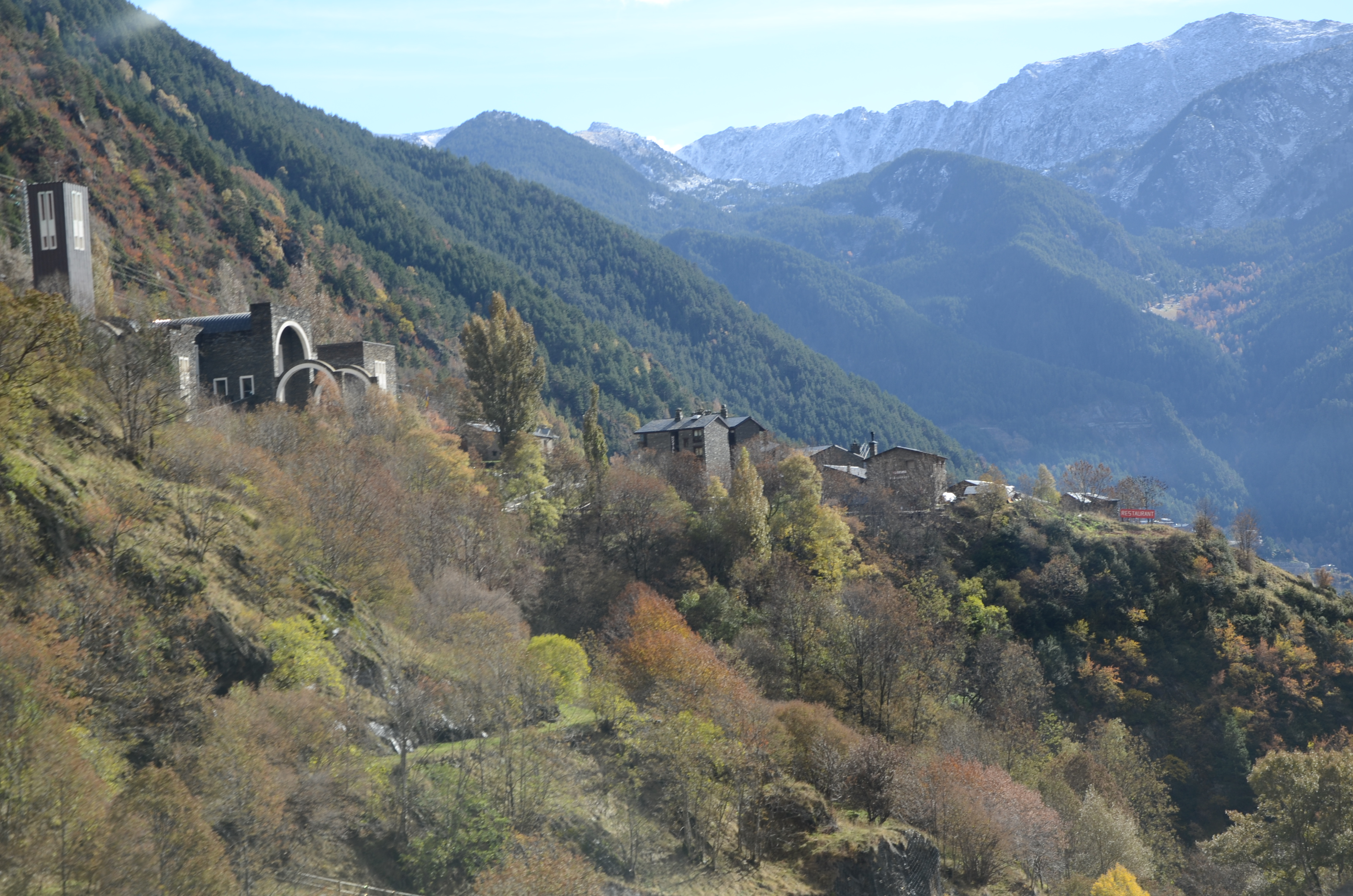
Panoràmica de Meritxell

El poble de Meritxell al sud-oest de la parròquia de Canillo, a la marge esquerra de la Valira d'Orient i a una altitud de 1.450 metres sobre el nivell del mar. S'hi pot accedir per la CS-230, la qual surt de la CG-2 abans d'arribar al poble, entre Encamp i Canillo. Meritxell està a 4 quilòmetres de distància d'Encamp; a 3 de Canillo, el cap de parròquia; i a 10 d'Andorra la Vella, la capital nacional. El poble de Prats es troba a menys d'un quilòmetre de distància a peu cap al nord.
Pel que fa al clima, segons els registres entre els anys 1981 i 2010, la temperatura mínima mitjana anual era de 3 graus centígrads, sent el gener i el febrer els mesos més freds amb una mitjana de 3,11 graus sota zero i juliol el menys fred, amb 10'4°C. La temperatura mitjana anual a Meritxell era de 7,9°C, sent gener el mes més fred (0,8°C) i juliol el més càlid (16,7°C). La temperatura màxima mitjana anual era de 12,5°C, sent el juliol el mes amb màximes més altes (21,9°C) i el gener més baixes (4,8°C). Per altra banda, la mitjana anual de precipitacions és de 944,1 mil·límetres, sent el maig el mes més humit (104,1mm) i el febrer el més sec (38,4mm).

## Història

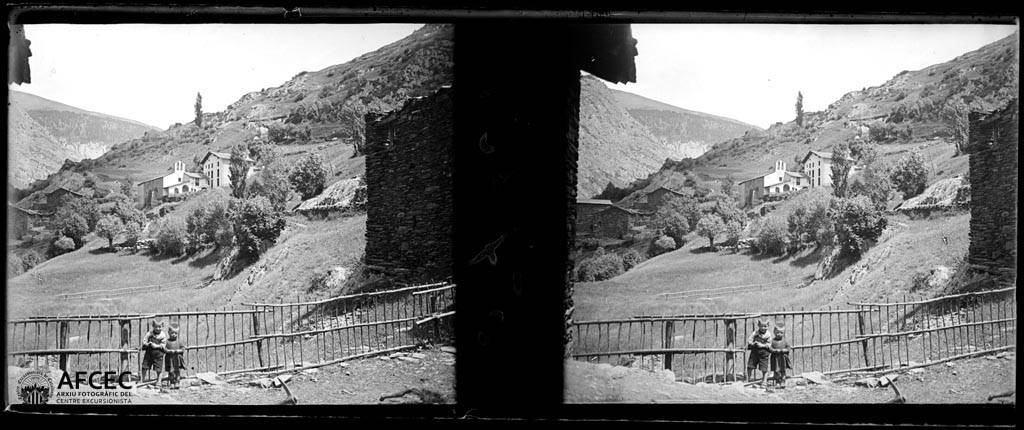
Meritxell i el santuari (1933)

Segons el filòleg Joan Coromines, el nom «Meritxell» és un diminutiu de merig, del llatí meridiem, migdia, que és un terme utilitzat pels pastors per anomenar una zona de pastura de cara al sol.
El 1875, la població estimada de Meritxell era de vint habitants.
El santuari vell va desaparèixer totalment en un incendi que va tenir lloc la nit del 8 al 9 de setembre de 1972, després d'un dels aplecs que hom fa al santuari. Era un edifici del segle xvi d'origen romànic, on es podia trobar l'antiga imatge de la patrona d'Andorra, una talla romànica del segle xii que també fou destruïda en l'incendi. La imatge actual s'ha refet el més fidelment possible i es troba al nou santuari de Meritxell, construït entre els anys 1975 i 1976.

## Demografia[8]
| Gràfica d'evolució de Meritxell entre 1991 i 2021 |
|                                                   |

## Transport

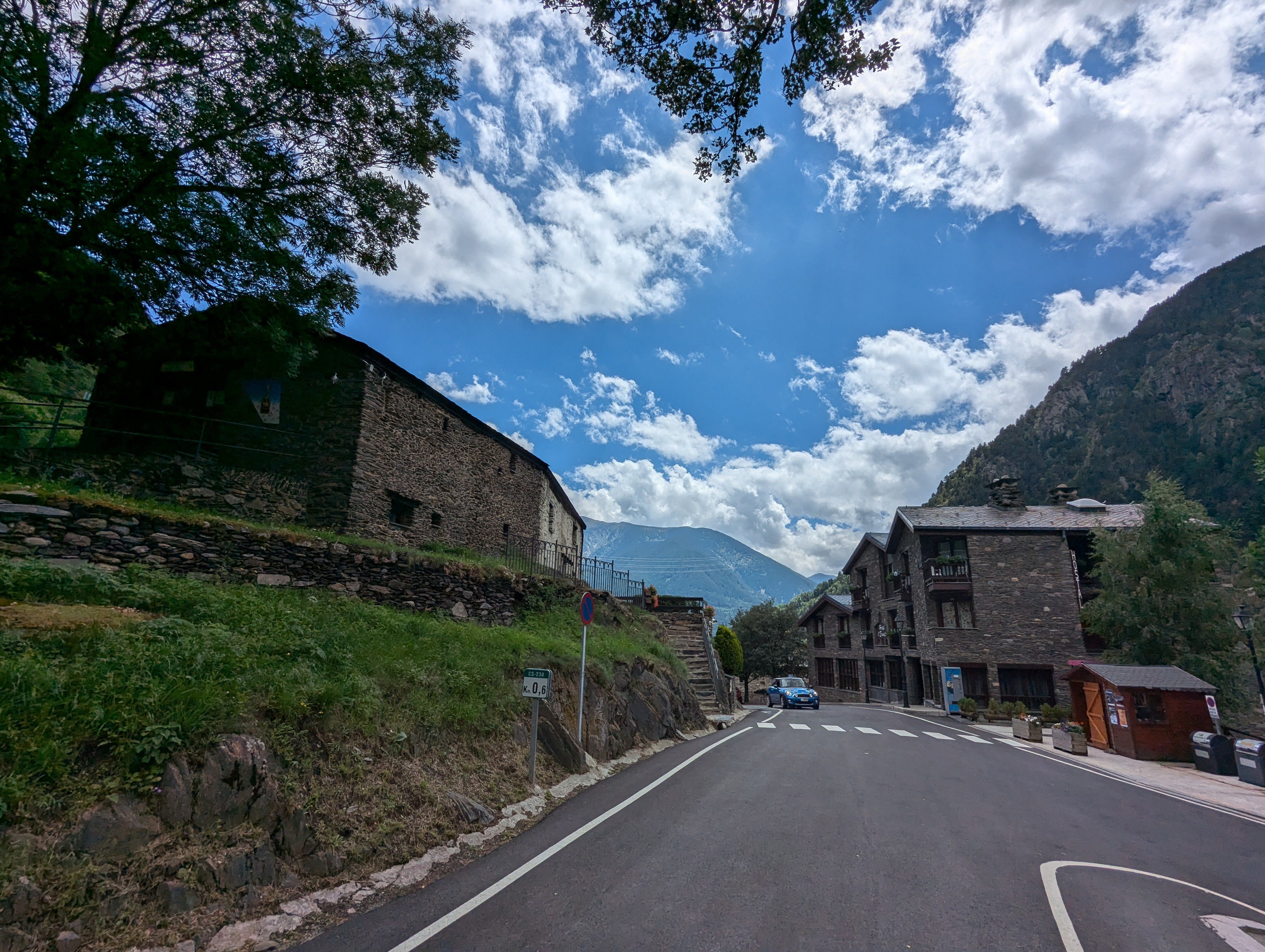
CS-230 dins del poble

### Carretera
- CG-2 - CS-230[9][10]

### Públic
- Cooperativa Interurbana Andorrana (Coopalsa)[11]
  - Línia 3 (Andorra la Vella-Soldeu): 101/101 (Meritxell)
  - Línia 4 (Andorra la Vella-el Pas de la Casa): 101/101 (Meritxell)